# Corbón del Sil
Corbón del Sil es una localidad de España, del municipio leonés de Palacios del Sil. Dista a 8 kilómetros de la capital municipal.
No constituye Entidad Local Menor, al no ser un concejo histórico, ya que surgió como venta en el siglo XIX en la jurisdicción de Susañe del Sil.[Cita requerida]
Según el INE contaba en 2014 con 25 habitantes.
El apeadero de Corbón, del Ferrocarril Ponferrada - Villablino, se ubica a escasos metros del casco urbano en el camino real de Corbón a Páramo, en las cercanías de Cediel, jurisdicción de Páramo del Sil. El acceso se realiza mediante un puente sobre el Sil de la antigua C-631, o la propia vía del tren.
- Datos: Q20021374
- Multimedia: Corbón del Sil / Q20021374